# Georges Stuber
Georges Stuber (ur. 11 marca 1925 w Zugu  – zm. 16 kwietnia 2006) – piłkarz szwajcarski grający na pozycji bramkarza. W swojej karierze rozegrał 14 meczów w reprezentacji Szwajcarii.

## Kariera klubowa
Swoją karierę piłkarską Stuber rozpoczął w klubie FC Luzern. W sezonie 1946/1947 zadebiutował w jego barwach w pierwszej lidze szwajcarskiej. W 1948 roku odszedł do Lausanne Sports. Wraz z nim wywalczył tytuł mistrza Szwajcarii w sezonie 1950/1951. Zdobył też Puchar Szwajcarii w sezonie 1949/1950. W 1959 roku został zawodnikiem Servette FC. W sezonie 1960/1961 został z Servette mistrzem kraju. W 1961 roku zakończył karierę sportową.

## Kariera reprezentacyjna
W reprezentacji Szwajcarii Stuber zadebiutował 2 października 1949 w przegranym 0:3 towarzyskim meczu z Belgią, rozegranym w Brukseli. W 1950 roku rozegrał dwa mecze na mistrzostwach świata w Brazylii: z Jugosławią (0:3) i z Brazylią (2:2).
W 1954 roku Stuber został powołany do kadry na mistrzostwa świata w Szwajcarii. Na nich był rezerwowym bramkarzem i nie wystąpił w żadnym spotkaniu. W kadrze narodowej od 1949 do 1955 roku rozegrał 14 meczów.